# Робертсон, Джон (историк)
Джон Робертсон (англ. John Charles Robertson; род. 28 сентября 1951) — британский историк, специалист по политической мысли и интеллектуальной истории периода 1600—1800 гг.
Доктор философии (1981), эмерит-профессор Кембриджа, эмерит-феллоу Клэр-колледжа. Также почетный профессор Сент-Эндрюсского университета. Иностранный член Società Nazionale di Scienze, Lettere e Arti di Napoli.
В 1969-72 изучал современную историю в оксфордском Уодхэм-колледже (Wadham College, Oxford). Докторскую степень получил под началом Хью Тревора-Ропера. С 1975 по 1980 год лектор-исследователь Крайст-черч. С 1980 Университетский лектор, феллоу и тьютор современной истории колледжа Санкт-Хью (до 2010; станет его почетным феллоу). С 2010 по 2018 профессор Кембриджа и феллоу Клэр-колледжа.
Автор The Enlightenment. A Very Short Introduction (Oxford University Press, 2015) {Рец. Richard B. Sher}. Также автор The Case for the Enlightenment: Scotland and Naples, 1680—1760 (Cambridge University Press, 2005) {Рец. Paul Cheney}.

## Публикации
- Джон Робертсон. Шотландское просвещение. // Экономическая теория / Под ред. Дж. Итуэлла [и др.] Науч. ред. В. С. Автономов. Пер. с англ. [Ю. Автономова др.]. — М. : ИНФРА-М, 2004. — С. 776—781. — 930 с. — (The New Palgrave) — ISBN 5-16-001750-X